# Tetragnatha eberhardi
Tetragnatha eberhardi är en spindelart som beskrevs av Chiyoko Okuma 1992. Tetragnatha eberhardi ingår i släktet sträckkäkspindlar, och familjen käkspindlar.
Artens utbredningsområde är Panama. Inga underarter finns listade i Catalogue of Life.